# Rätans landskommun
Rätans landskommun var en tidigare kommun i Jämtlands län.

## Administrativ historik
Rätans landskommun inrättades 1 januari 1863 i Rätans socken i samband med att 1862 års kommunalförordningar trädde i kraft. Den påverkades inte av kommunreformen 1952.
1971 blev kommunen en del av den nya Bergs kommun.

### Kyrklig tillhörighet
I kyrkligt hänseende tillhörde kommunen Rätans församling.

## Geografi
Rätans landskommun omfattade den 1 januari 1952 en areal av 792,50 km², varav 761,10 km² land.

### Tätorter i kommunen 1960
| Tätort          | Folkmängd |
| --------------- | --------- |
| Södra Rätansbyn | 251       |
| Norra Rätansbyn | 248       |

Tätortsgraden i kommunen var den 1 november 1960 28,5 procent.

## Politik

### Mandatfördelning i valen 1938-1966
| 10 | 4 | 6 |

| 20 |

| 3 | 8 | 9 |

| 18 |

| 1 | 9 | 10 |

| 19 |

| 3 | 12 | 5 |

| 20 |

| 2 | 13 | 5 |

| 20 |

| 1 | 12 | 7 |

| 19 |

| 12 | 5 | 3 |

| 20 |

| 11 | 6 | 3 |

| 20 |